# Kanton Sceaux
Der Kanton Sceaux war von 1800 bis 2015 ein französischer Wahlkreis im Arrondissement Antony, im Département Hauts-de-Seine und in der Region Île-de-France. Sein Hauptort war Sceaux.

## Gemeinde
Der Kanton bestand aus der Gemeinde Sceaux und einem Teil der Gemeinde Châtenay-Malabry (angegeben ist hier die Gesamteinwohnerzahl; im Kanton lebten etwa 3.000 Einwohner von Châtenay-Malabry).
| Gemeinde         | Einwohner Jahr | Fläche km² | Bevölkerungsdichte | Code INSEE | Postleitzahl |
| ---------------- | -------------- | ---------- | ------------------ | ---------- | ------------ |
| Châtenay-Malabry | 32.623 (2013)  | –          | – Einw./km²        | 92019      | 92290        |
| Sceaux           | 19.718 (2013)  | 3,6        | 5477 Einw./km²     | 92071      | 92330        |